# Léopold De Koninck
Léopold De Koninck (Lennik-Saint-Martin, 11 janvier 1874 - Saint-Gilles, 26 février 1957) est un général belge, commandant en chef de la Force publique et administrateur du Congo belge.

## Biographie
Léopold Jean Marie De Koninck, né à Lennik-Saint-Martin le 11 janvier 1874, est le fils de Sébastien De Koninck et de Marie Virginie O, agriculteurs. Le 28 septembre 1932, il épouse Marie Paule Lebègue.
Le 29 juin 1887, il s'engage dans l'armée belge à 13 ans. Il passe l'examen de sous-lieutenant dans l'infanterie en 1896 et est breveté de l'état-major après être passé en 1904 par l'École de guerre.
Grand colonial, il a accompli cinq termes au Congo.
Lieutenant puis capitaine au 6e régiment de Ligne, sa candidature pour rejoindre l'État indépendant du Congo est agréée et il rejoint le Congo à bord du vapeur Philippeville en juin 1906 en qualité de chef de secteur, désigné pour la province de Équateur. Il entreprend la pacification des peuplades dissidentes de la Haute-Momboyo et de la Tshuapa.
Durant un deuxième terme au Congo, il est adjoint supérieur au district de l'Equateur puis chef de zone de la Mongala en septembre 1910. Il est commissaire de district intérimaire des Bangala en janvier 1912.
En 1913, lors de son troisième terme, il est commissaire de district faisant fonction dans le district de la Lulua au Katanga puis commissaire de district en titre. Il fixe les populations du district qui était le dernier refuge des anciens révoltés Batetela.
Major au déclenchement de la Première Guerre mondiale en août 1914, il commande le 3e bataillon du Katanga puis, en janvier 1915, le 1er bataillon du Katanga situé en Rhodésie. Il prend part aux différents combats qui ont lieu aux abords du lac Tanganyka et obtient une citation le 23 octobre 1915 pour bravoure dans les combats de Saisi du 23 juillet au 30 août,.
En 1916, il commande le district du Tanganyka - Moëro situé dans la zone des opérations militaires.
En 1917, il rejoint à sa demande le front de l'Yser où il commande le 2e bataillon du 23e régiment de Ligne et, pendant l'offensive libératrice de 1918, le 3e bataillon du 4e régiment de Ligne.
Au cours d'un quatrième terme au Congo, il est nommé en 1919 commissaire-général assistant du vice-gouverneur général du Katanga et, en juillet 1920, il fait fonction de vice-gouverneur général du Katanga devenant ainsi de facto administrateur du Katanga, chargé de la gestion de ce territoire en pleine mutation industrielle et minière. Il y fait de longues inspections dans les districts, légifère et résout les certains problèmes sociaux.

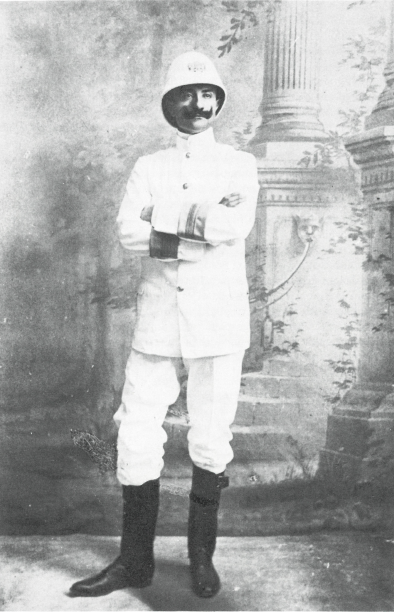
Léopold De Koninck en uniforme de la Force publique.

Entre 1923 et 1930, De Koninck rejoint l'armée belge métropolitaine. Il est promu lieutenant-colonel en 1922 au régiment des Grenadiers puis colonel. Il exerce ensuite un commandement au 3e régiment de Chasseurs à pied de 1927 à 1928 à Tournai puis au 8e régiment de Ligne à Bruxelles en 1929.
En juin 1930, il embarque à bord du paquebot Anversville pour le Congo belge en qualité de général-major, commandant en chef de la Force publique. Il est chargé par le gouverneur général Auguste Tilkens de réduire les effectifs de la Force publique et les coûts conformément aux instructions du gouvernement belge. En effet, Le krach de 1929 et la Grande Dépression qui s'ensuivent ont des répercussions importantes au Congo belge, dont l'économie est basée presque exclusivement sur l'extraction de matières premières. De Koninck réduit de près de moitié les dépenses d'ordre militaire. Il réorganise les troupes et les répartit différemment sur le territoire de la colonie. Il met en place une réserve instruite augmentée de deux classes rappelables. Il fait adopter un armement perfectionné, introduit le recrutement semi-régional et fait construire des camps en matériaux durables.
En août 1932, il prend sa retraite avec le grade de lieutenant-général honoraire.
Il décède à Saint-Gilles le 26 février 1957 et est enterré au cimetière de Lennik-Saint-Martin.

## Distinctions
Lui ont été décernées les distinctions suivantes :
- Grand officier de l'ordre de Léopold avec palme (Belgique) ;
- Grand officier de l'ordre de la Couronne (Belgique) ;
- Officier de l'ordre de Léopold II avec glaives (Belgique) ;
- Croix de guerre avec palmes huit chevrons de front (Belgique) ;
- Croix militaire de 1ère classe en 1890 (Belgique) ;
- Médaille de la Victoire 1914-1918 (Belgique) ;
- Médaille commémorative de la guerre 1914-1918 (Belgique) ;
- Commandeur de l'ordre royal du Lion (Congo belge) ;
- Officier de l'ordre de l'Étoile africaine (Congo belge) ;
- Étoile de service en or avec 2 raies (Congo belge) ;
- Médaille commémorative des campagnes d'Afrique (Congo belge) ;
- Médaille commémorative du Congo (Congo belge) ;
- Distinguished Service Order (Grande-Bretagne).